# Walther Wever
Generaal Walther Wever (11 november 1887- 3 juni 1936) was de eerste stafchef van de Luftwaffe.
In de Eerste Wereldoorlog diende hij in de Reichsheer in de staf van Ludendorff. Zijn ideeën over de oorlogvoering in de lucht hadden een belangrijke invloed op de Luftwaffe. Eerst moest er volledige heerschappij in de lucht zijn, dit moest worden bereikt door defensieve middelen, luchtverdediging en de jacht, en door de uitschakeling van de vijandelijke offensieve middelen. Omdat het laatste gedaan moest worden door middel van bombardementen, werd de bommenwerper de kern van de luchtmacht. In tegenstelling tot Wever besteedden zijn opvolgers, Ernst Udet en Hans Jeschonnek, geen aandacht aan het strategische element van de luchtoorlog: dit paste namelijk niet in de leer van de Blitzkrieg.
Wever kwam in 1936 om bij een vliegtuigongeluk.

## Militaire loopbaan
- Fahnenjunker-Unteroffizier: 18 augustus 1905[2]
- Fähnrich: 18 november 1905[2]
- Leutnant: 18 augustus 1906[2][3]
- Oberleutnant: 19 februari 1914[2][3]
- Hauptmann: 19 februari 1915[2] - juni 1915[3]
- Major: 1 februari 1926[2]
- Oberstleutnant: 1 april 1930[2][3]
- Oberst: 1 februari 1933[2][3]
- Generalmajor: 1 oktober 1934[2][3]
- Generalleutnant:1 april 1936[2][3]

## Decoraties
- IJzeren Kruis 1914, 1e en 2e Klasse[2][4]
- Ridderkruis in de Huisorde van Hohenzollern met Zwaarden[4]
- Orde van Militaire Verdienste (Beieren), 4e Klasse met Zwaarden[4]
- Ridder der Eerste Klasse in de Albrechtsorde met Zwaarden[4]
- Ridder der Eerste Klasse in de Frederiks-Orde[4]
- Militair Kruis van Verdienste (Mecklenburg-Schwerin), 2e Klasse[4]
- Kruis voor Verdienste in de Oorlog (Mecklenburg-Strelitz), 3e Klasse[4]
- Kruis voor Militaire Verdienste (Brunswijk), 1e en 2e Klasse[4]
- Ridder der Tweede Klasse in de Saksisch-Ernestijnse Huisorde[4]
- Kruis voor Militaire Verdienste (Oostenrijk-Hongarije) met Oorlogsdecoratie[4]
- IJzeren Halve Maan[4]
- Gezamenlijke Piloot-Observatiebadge in Goud met Diamanten op 11 november 1935[5][3]